# Municipio de San Sebastián Tutla
El municipio de San Sebastián Tutla es uno de los 570 municipios en que se divide el estado mexicano de Oaxaca. Se encuentra en el centro de la entidad y forma parte de la Zona metropolitana de Oaxaca. Su cabecera es la población de San Sebastián Tutla.

## Geografía
El municipio de San Sebastián Tutla se encuentra localizado en el centro del estado de Oaxaca, conurbado con la ciudad de Oaxaca de Juárez. Forma parte del Distrito Centro de la Región valles centrales. El territorio municipal es discontinuo y lo forman dos segmentos aislados, su extensión territorial es de 7.134 kilómetros cuadrados y sus coordenadas geográficas extremas son 17°1′ - 17°5′ de latitud norte y 96°39′ - 96°42′ de latitud oeste. La altitud fluctúa entre 1 500 y 2 100 metros sobre el nivel del mar.
El segmento este del municipio limita al oeste y al norte con el municipio de Santa Lucía del Camino, al noroeste con el municipio de San Agustín Yatareni, al este con el municipio de Tlalixtac de Cabrera, al sur con el municipio de San Antonio de la Cal y al suroeste con el municipio de Santa Cruz Amilpas. El sector oeste del municipio limita al norte y este con el municipio de Santa Cruz Amilpas, al sur con el municipio de San Antonio de la Cal y al noroeste con el municipio de Santa Lucía del Camino.

## Demografía
De acuerdo con los resultados del Censo de Población y Vivienda de 2010 realizado por el Instituto Nacional de Estadística y Geografía la población total del municipio de San Sebastián Tutla es de 16 241 habitantes, de los que 7 515 son hombres y 8 726 son mujeres.

### Localidades
En el municipio de San Sebastián Tutla se localizan 2 localidades, su población en 2010 se enlista a continuación:
| Localidad           | Población |
| Total Municipio     | 16 241    |
| El Rosario          | 11 707    |
| San Sebastián Tutla | 4 534     |

El municipio de San Sebastián Tutla es uno de los 418 municipios oaxaqueños que para la elección de sus autoridades se rige por el principio denominado usos y costumbres, es decir, en ellos no opera el sistema de elección mediante partidos políticos que funciona en todos los restantes municipios de México, como un medio para preservar y proteger las costumbres y cultura del lugar. 
El ayuntamiento de San Sebastián Tutla está integrado por el presidente municipal, el síndico municipal y cuatro regidores con sus respectivos suplentes. Los cargos son electos mediante una Asamblea integrada por los ciudadanos mayores de 18 años de edad residentes solo en la cabecera municipal y se realiza en el mes de noviembre de cada tres años, periodo para el cual son electos los cargos.
La restricción del derecho a elección del ayuntamiento a solo habitantes de la cabecera municipal ha causado conflicto con los pobladores de la localidad de El Rosario (la más poblada del municipio), que han demandado poder participar en dicha elección.

### Representación legislativa
Para la elección de diputados locales al Congreso de Oaxaca y de diputados federales a la Cámara de Diputados federal, el municipio de San Sebastián Tutla se encuentra integrado en los siguientes distritos electorales:
Local:
- Distrito electoral local de 12 de Oaxaca con cabecera en Santa Lucía del Camino.[6]

Federal:
- Distrito electoral federal 4 de Oaxaca con cabecera en Tlacolula de Matamoros.[7]